# Puccinia congesta
Puccinia congesta är en svampart som beskrevs av Berk. & Broome 1871. Puccinia congesta ingår i släktet Puccinia och familjen Pucciniaceae.   Inga underarter finns listade i Catalogue of Life.